# France Štiglic
France Stiglic est un réalisateur et scénariste yougoslave né le 12 novembre 1919 à Kranj et décédé le 4 mai 1993 à Ljubljana (Slovénie).

## Filmographie

### Comme réalisateur
- 1946 : Vojni zlocinci bodo kaznovani
- 1946 : Mladina gradi
- 1948 : Sur le sol natal (Na svoji zemlji)
- 1951 : Trst (Trieste)
- 1952 : Svet na kajzarju
- 1953 : Slovo od Borisa Kidrica
- 1955 : Volca noc
- 1956 : La Vallée de la paix (Dolina miru)
- 1959 : Viza na zloto
- 1960 : L'Enfer nazi ou Le Neuvième Cercle (Deveti krug)
- 1961 : Balada o trubi i oblaku (sh)
- 1962 : Tistega lepega dne
- 1964 : Ne joci, Peter
- 1966 : Amandus
- 1969 : Bratovscina Sinjega galeba (série télévisée)
- 1972 : SLO v Beli Krajini
- 1973 : Kamnik
- 1973 : Pastirci
- 1975 : Povest o dobrih ljudeh
- 1978 : Praznovanje pomladi
- 1983 : Strici so mi povedali (série télévisée)
- 1984 : Veselo gostivanje

### Comme scénariste
- 1946 : Mascujmo in kaznujmo
- 1946 : Mladina gradi
- 1953 : Slovo od Borisa Kidrica
- 1960 : L'Enfer nazi ou Le Neuvième Cercle (Deveti krug)
- 1961 : Balada o trobenti in oblaku
- 1962 : Tistega lepega dne
- 1964 : Ne joci, Peter
- 1972 : SLO v Beli Krajini
- 1973 : Pastirci
- 1975 : Povest o dobrih ljudeh